# جرم و مجازات در تورات
جرم و مجازات در تورات (انگلیسی: Crime and punishment in the Torah) کتاب مقدس عبری در بیشتر دین‌های ابراهیمی یک کتاب دینی محسوب می‌شود. تعداد زیادی از رویدادها و قوانینی را که توسط تتراگراماتون تأیید یا ممنوع شده‌اند، ثبت می‌کند. یهودیت تعلیم می‌دهد که تورات حاوی ۶۱۳ فرمان تورات است که بسیاری از آنها با بزه و تنبیه سروکار دارند، اما فقط قوانین هفت‌گانه نوح اعمال می‌شود. به‌طور کلی اکثر فرقه‌های مسیحی نیز برخی از این دستورات را پذیرفته‌اند، مانند ده فرمان و فرمان بزرگ، در حالی که اقلیتی معتقدند همه قوانین عهد عتیق نسخ شده‌است.

## در کتاب خروج
موسی با خروج بنی‌اسرائیل از مصر از مصر باستان با فرعون منتهی به بلاهای مصر مذاکره کرد.

## مدیانیان
در اعداد ۲۵، مردم مدین به همراه موأب با قوم اسرائیل که در شیطیم اقامت داشتند، شروع به تعامل کردند. در این زمان، مردان اسرائیلی شروع به رابطه جنسی با زنان موآبی کردند. پس از دعوت زنان موآبی، برخی از مردان اسرائیلی در خوردن غذاهای قربانی و پرستش خدایان موآبی شرکت کردند. سپس خداوند دستور داد تمام کسانی را که با موآبیان زنا کرده و عبادت کرده بودند، در روز اعدام کنند.

## مجازات‌های خاص
نوح کنعان را لعنت کرد تا خدمتکار بندگان برادر و خدمتکار برادران پدرش باشد. (نگاه کنید به نفرین حام)

## نمونه‌هایی از مجازات اعدام
کتاب مقدس مجازات اعدام را برای فعالیت‌هایی از جمله موارد زیر تجویز می‌کند:
- قتل[۱]
- زنای محصنه[۱]
- حیوان‌خواهی[۲]
- تجاوز جنسی به یک باکره نامزدشده[۳]
- مردی در سبت (روز تعطیل دینی) کار می‌کرد، او را به دلیل مشخص نبودن نحوه مجازات بازداشت کردند. یهوه به موسی گفت که مردی که در بازداشت است باید کشته شود. این جرم و مجازات خاص قانون پرونده‌ای منزوی است. (اعداد ۱۵:۳۲–۳۶الگو:آیه کتاب مقدس به‌همراه کتاب نامعتبر)
- مرد وقتی در شهر با زن نامزدشده آشنا می‌شود و با او می‌خوابد. اما اگر یک مورد تجاوز جنسی باشد که در آن زن درخواست کمک کرد و کسی نشنید، مجازات اعدام فقط برای مرد اعمال می‌شود.[۴]
- زنی که معلوم شود در شب عروسی او باکره نبوده‌است.[۵]
- ارتداد و پرستش خدایان دیگر[۶][۷]
- افسونگری[۸]
- بیهوده گرفتن [نام‌های خدا در یهودیت] یا لعن نام او[۹]
- نفرین کردن والدین[۱۰][۱۱][۱۲]
- آدم‌ربایی[۱۳]
- شورش علیه والدین[۱۴]
- داشتن روحیه پیشگویی[۱۵]